# Zantedeschia albomaculata
La calla macchiettata (Zantedeschia albomaculata (Hook.) Baill., 1883) è una pianta appartenente alla famiglia delle Aracee, originaria dell'Africa subsahariana.